# Edwardsina montana
Edwardsina montana är en tvåvingeart som beskrevs av Tonnoir 1924. Edwardsina montana ingår i släktet Edwardsina och familjen Blephariceridae. Inga underarter finns listade i Catalogue of Life.